# Roniéliton Pereira Santos
Roniéliton dos Santos (Aurora, Tocantins, 28 de abril de 1977), más conocido como Roni, es un futbolista brasileño. Juega de delantero y su actual equipo es el Vila Nova Futebol Clube del Campeonato Brasileño de Serie B. 

## Selección nacional
Ha sido internacional con la selección brasileña, con la que jugó 5 partidos internacionales en 1999 y anotó 2 goles. En ese mismo año también jugó un partido con la categoría Sub-23, donde anotó igual cantidad de goles. Cabe destacar que formó parte del plantel que disputó la Copa FIFA Confederaciones 1999.

## Clubes
| Club                | País         | Año       |
| ------------------- | ------------ | --------- |
| Vila Nova           | Brasil       | 1995-1996 |
| São Paulo           | Brasil       | 1996      |
| Fluminense          | Brasil       | 1997-2000 |
| Al-Hilal            | Arabia Saudí | 2001      |
| Fluminense          | Brasil       | 2001-2002 |
| Rubin Kazan         | Rusia        | 2003-2004 |
| Krylia Sovetov      | Rusia        | 2004-2005 |
| Rubin Kazan         | Rusia        | 2005      |
| Goiás               | Brasil       | 2005-2006 |
| Atlético Mineiro    | Brasil       | 2006-2007 |
| Flamengo            | Brasil       | 2007      |
| Cruzeiro            | Brasil       | 2007-2008 |
| Yokohama F. Marinos | Japón        | 2008      |
| Gamba Osaka         | Japón        | 2008      |
| Santos              | Brasil       | 2009      |
| Fluminense          | Brasil       | 2009      |
| Vila Nova           | Brasil       | 2010-     |

- Datos: Q561613